# Ferdinandea sumatrensis
Ferdinandea sumatrensis är en tvåvingeart som först beskrevs av Meijere 1924.  Ferdinandea sumatrensis ingår i släktet guldblomflugor, och familjen blomflugor. Inga underarter finns listade i Catalogue of Life.